# أخلاق الطبيب
أخلاق الطبيب هو كتاب ورسالة لأبي بكر محمد بن زكريا الرازي إلى بعض تلاميذه.

## مؤلف الكتاب
كان الرازي أوحد دهره، وفريد عصره، قد جمع المعرفة بعلوم القدماء سيما الطب".
ويصفه ابن أبي أصيبعة في كتابه «عيون الأنباء في طبقات الأطباء» بقوله: «كان الرازي ذكياً فطناً رءوفا بالمرضى، مجتهداً في علاجهم وفي برئهم بكل وجه يقدر عليه، مواظباً للنظر في غوامض صناعة الطب والكشف عن حقائقها وأسرارها وكذلك في غيرها من العلوم بحيث انه لم يكن له دأب ولا عناية في جل أوقاته إلا في الاجتهاد والتطلع فيما قد دونه الأفاضل من العلماء في كتبهم». وبسبب شهرته وإتقانه لمهنة الطب أُطلقت عليه ألقاب عديدة منها: أمير الأطباء، أبقراط العرب، منقذ المؤمنين. كما وصف علي أنه جالينوس العرب، وقيل عنه «كان الطب متفرقا فجمعه الرازي».
ويعد الرازي من ابرز الأطباء المسلمين من ناحية الأصالة في البحث حتى أطلق عليه "أبو الطب العربي", وكان من رواد البحث التجريبي في العلوم الطبية. من أبرز ما قيل عنه عند وفاته مجسداً بذلك براعته في علوم الطب " كان الطب معدوما فأوجده أبقراط", وميتاً فأحياه جالينوس، ومشتتاً فجمعه الرازي".